# Viveka Eriksson

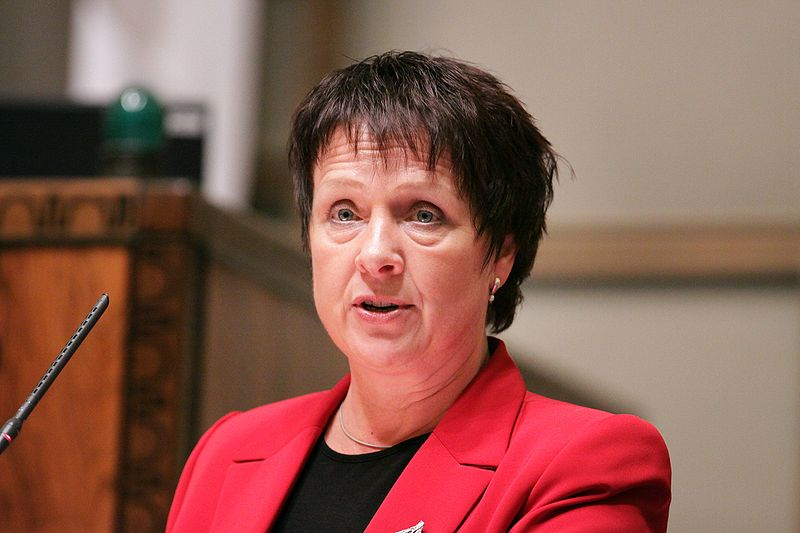
Viveka Eriksson, 2008

Viveka Eriksson (* 18. August 1956) ist eine åländische Politikerin und war von 2003 bis 2012 Vorsitzende der Liberalen Partei (schwed. Liberalerna på Åland).
Sie war von 1995 bis 2007 Mitglied des åländischen Parlaments Lagting, dann stieg sie zur Lantråd auf. Infolge der Wahlniederlage der Liberalen 2011 musste sie dieses Amt an die Sozialdemokratin Camilla Gunell übergeben.
Eriksson ist verheiratet mit dem ålandischen Politiker Olof Erland.
| Vorgänger      | Amt                         | Nachfolger     |
| -------------- | --------------------------- | -------------- |
| Roger Nordlund | Lantråd von Åland 2007–2011 | Camilla Gunell |

| Personendaten    | Personendaten                                |
| ---------------- | -------------------------------------------- |
| NAME             | Eriksson, Viveka                             |
| KURZBESCHREIBUNG | finnische Politikerin (Liberalerna på Åland) |
| GEBURTSDATUM     | 18. August 1956                              |